# 匡源
匡源（1815年—1881年），字本如，号鹤泉，山東胶州人。清朝大臣。
道光二十年（1840年）进士，历任皇子奕詝经师，兵部右侍郎，吏部左侍郎代理礼部尚书，军机大臣，赐紫禁城骑马，同治帝顾命八大臣之一。東西太后結合恭親王等人奪權，發動了祺祥之變，八大臣或死或貶，匡源被罷官。此後匡源過著清貧的生活，在濟南濼源書院擔任主講，直至逝世。

## 延伸阅读
[在维基数据编辑]
 《清史稿·卷387》，出自趙爾巽《清史稿》